# Convocazioni al campionato sudamericano femminile di calcio 2010
Questa pagina elenca le giocatrici convocate per il campionato sudamericano femminile di calcio a Ecuador 2010.

## Gruppo A

### Argentina
Selezionatore: Carlos Borrello
| N. | Pos. | Giocatore           | Data nascita (età)         | Pres. | Squadra              |
| -- | ---- | ------------------- | -------------------------- | ----- | -------------------- |
|    | P    | Elisabeth Minnig    | 6 gennaio 1987 (23 anni)   |       |                      |
|    | D    | Gabriela Chávez     | 9 aprile 1989 (21 anni)    |       | Boca Juniors         |
|    | D    | Eva González        | 2 settembre 1987 (23 anni) |       | Boca Juniors         |
|    | D    | Catalina Pérez      | 16 febbraio 1989 (21 anni) |       | River Plate          |
|    | D    | Florencia Quiñones  | 26 agosto 1986 (24 anni)   |       | San Lorenzo          |
|    | C    | Estefanía Banini    | 21 giugno 1990 (20 anni)   |       |                      |
|    | C    | Gimena Blanco       | 5 dicembre 1987 (22 anni)  |       | Gruppo Sportivo ISEF |
|    | C    | Mariela Coronel     | 20 giugno 1981 (29 anni)   |       | Prainsa Zaragoza     |
|    | C    | Marisa Gerez        | 3 novembre 1976 (34 anni)  |       | Boca Juniors         |
|    | C    | Analía Hirmbruchner | 10 gennaio 1989 (21 anni)  |       | UAI Urquiza          |
|    | C    | Mercedes Pereyra    | 7 maggio 1987 (23 anni)    |       | River Plate          |
|    | C    | Fabiana Vallejos    | 30 luglio 1985 (25 anni)   |       | Boca Juniors         |
|    | A    | Analía Almeida      | 19 agosto 1985 (25 anni)   |       | San Lorenzo          |
|    | A    | Ludmila Manicler    | 6 luglio 1987 (23 anni)    |       | Independiente        |
|    | A    | Andrea Ojeda        | 17 gennaio 1985 (25 anni)  |       | Boca Juniors         |
|    | A    | Amancay Urbani      | 7 dicembre 1991 (18 anni)  |       |                      |

### Bolivia
Selezionatore: Napoleón Cardozo
| N. | Pos. | Giocatore            | Data nascita (età)          | Pres. | Squadra |
| -- | ---- | -------------------- | --------------------------- | ----- | ------- |
|    | P    | Paola Álvarez        | 10 settembre 1990 (20 anni) |       |         |
|    | P    | Lizeth Velasco       | 21 novembre 2010            |       |         |
|    | D    | Griselda Álvarez     | 21 giugno 1982 (28 anni)    |       |         |
|    | D    | Guadalupe Chinchilla | 21 novembre 2010            |       |         |
|    | D    | Claudia Galvis       | 3 giugno 1990 (20 anni)     |       |         |
|    | D    | María Laura Gómez    | 16 maggio 1993 (17 anni)    |       |         |
|    | D    | Ana Huanca           | 20 ottobre 1986 (24 anni)   |       |         |
|    | D    | Alejandra Montaño    | 7 aprile 1987 (23 anni)     |       |         |
|    | D    | Mariela Moreira      | 24 marzo 1983 (27 anni)     |       |         |
|    | C    | Roxana Benavídez     | 1º settembre 1987 (23 anni) |       |         |
|    | C    | Ángela Cárdenas      | 19 novembre 1993 (17 anni)  |       |         |
|    | C    | Carla Padilla        | 9 maggio 1988 (22 anni)     |       |         |
|    | C    | Roymi Revuelta       | 21 novembre 2010            |       |         |
|    | C    | Luzdana Rivera       | 21 novembre 2010            |       |         |
|    | C    | Rosa Soliz           | 21 novembre 2010            |       |         |
|    | C    | Diana Zenteno        | 6 gennaio 1993 (17 anni)    |       |         |
|    | A    | Palmira Loayza       | 19 novembre 1993 (17 anni)  |       |         |
|    | A    | Shirley Pérez        | 16 luglio 1979 (31 anni)    |       |         |

### Cile
Selezionatore: Marta Tejedor
| N. | Pos. | Giocatore          | Data nascita (età)          | Pres. | Squadra              |
| -- | ---- | ------------------ | --------------------------- | ----- | -------------------- |
|    | P    | Natalia Campos     | 12 gennaio 1992 (18 anni)   |       | Univ. Católica       |
|    | P    | Christiane Endler  | 23 luglio 1991 (19 anni)    |       | Everton              |
|    | D    | Marcela Cortés     | 5 settembre 1983 (27 anni)  |       | Colo-Colo            |
|    | D    | Su Helen Galaz     | 27 maggio 1991 (19 anni)    |       | Everton              |
|    | D    | Javiera Guajardo   | 26 settembre 1989 (21 anni) |       | Universidad de Chile |
|    | D    | Carla Guerrero     | 23 dicembre 1987 (22 anni)  |       | Colo-Colo            |
|    | D    | Geraldine Leyton   | 11 maggio 1989 (21 anni)    |       | Colo-Colo            |
|    | D    | Juanita Peña       | 25 agosto 1989 (21 anni)    |       | Colo-Colo            |
|    | D    | Tatiana Pérez      | 23 ottobre 1988 (22 anni)   |       | Santiago Morning     |
|    | C    | Yanara Aedo        | 5 agosto 1993 (17 anni)     |       | Colo-Colo            |
|    | C    | Karen Araya        | 16 ottobre 1990 (20 anni)   |       | Colo-Colo            |
|    | C    | Alexandra Benado   | 11 maggio 1976 (34 anni)    |       | Provincial Osorno    |
|    | C    | Jennifer Díaz      | 22 maggio 1988 (22 anni)    |       | Colo-Colo            |
|    | C    | Francisca Lara     | 29 luglio 1990 (20 anni)    |       | Coquimbo Unido       |
|    | C    | Francisca Mardones | 24 marzo 1989 (21 anni)     |       | Colo-Colo            |
|    | C    | Daniela Pardo      | 9 maggio 1988 (22 anni)     |       | Everton              |
|    | A    | Yessenia Huenteo   | 30 ottobre 1992 (18 anni)   |       | Audax Italiano       |
|    | A    | Nathalie Quezada   | 21 giugno 1989 (21 anni)    |       | Colo-Colo            |
|    | A    | Janet Salgado      | 24 marzo 1986 (24 anni)     |       | Coquimbo Unido       |
|    | A    | Daniela Zamora     | 13 novembre 1990 (20 anni)  |       | Univ. Católica       |

### Ecuador
Selezionatore: Juan Carlos Cerón
| N. | Pos. | Giocatore        | Data nascita (età)         | Pres. | Squadra             |
| -- | ---- | ---------------- | -------------------------- | ----- | ------------------- |
| 1  | P    | Irene Tobar      | 5 maggio 1989 (21 anni)    |       | Selezione Guayas    |
| 2  | C    | Ingrid Rodríguez | 24 novembre 1991 (18 anni) |       | Dep. Quito          |
| 3  | D    | Ligia Moreira    | 19 marzo 1992 (18 anni)    |       | Dep. Quito          |
| 4  | D    | Lorena Aguilar   | 6 luglio 1985 (25 anni)    |       | Selezione Los Rios  |
| 5  | C    | Mayra Olvera     | 22 agosto 1992 (18 anni)   |       | Selezione Pichincha |
| 6  | A    | Erika Vásquez    | 4 agosto 1992 (18 anni)    |       | Selezione Guayas    |
| 7  | C    | Sonia Ferrín     | 19 dicembre 1990 (19 anni) |       |                     |
| 8  | A    | Joshelyn Sánchez | 16 luglio 1992 (18 anni)   |       | Espuce              |
| 9  | D    | Katherine Ortiz  | 16 febbraio 1991 (19 anni) |       | Selezione Guayas    |
| 10 | C    | Patricia Freire  | 28 agosto 1984 (26 anni)   |       | Dep. Quito          |
| 11 | A    | Mónica Quinteros | 5 luglio 1988 (22 anni)    |       | Dep. Quito          |
| 12 | P    | Shirley Berruz   | 6 gennaio 1991 (19 anni)   |       | Selezione Pichincha |
| 13 | D    | Andrea Vásquez   | 21 novembre 2010           |       |                     |
| 14 | D    | Rocío Mora       | 25 dicembre 1989 (20 anni) |       |                     |
| 15 | C    | Mariana Espinosa | 13 novembre 1984 (26 anni) |       |                     |
| 16 | D    | Vanessa Herrera  | 10 marzo 1987 (23 anni)    |       |                     |
| 17 | A    | Johanna Solís    | 8 maggio 1991 (19 anni)    |       |                     |
| 18 | C    | Valeria Palacios | 16 febbraio 1991 (19 anni) |       | Selezione Pichincha |

### Perù
Selezionatore: Jaime Duarte
| N. | Pos. | Giocatore             | Data nascita (età)          | Pres. | Squadra |
| -- | ---- | --------------------- | --------------------------- | ----- | ------- |
|    | P    | Fiorella Pacheco      | 8 agosto 1985 (25 anni)     |       |         |
|    | P    | Fiorella Valverde     | 22 gennaio 1989 (21 anni)   |       |         |
|    | D    | Milagros Arruela      | 11 ottobre 1992 (18 anni)   |       |         |
|    | D    | Kira Bilecky          | 12 aprile 1986 (24 anni)    |       |         |
|    | D    | María Elena Gutiérrez | 3 giugno 1977 (33 anni)     |       |         |
|    | D    | Fabiola Herrera       | 18 giugno 1987 (23 anni)    |       |         |
|    | D    | Marisella Joya        |                             |       |         |
|    | C    | Brianna Bellido       | 17 gennaio 1993 (17 anni)   |       |         |
|    | C    | Lyana Chirinos        | 21 giugno 1992 (18 anni)    |       |         |
|    | C    | Adriana Dávila        | 20 gennaio 1979 (31 anni)   |       |         |
|    | C    | Emily Flores          | 10 settembre 1990 (20 anni) |       |         |
|    | C    | Tomasa Peña           |                             |       |         |
|    | C    | Chiara Rubini         |                             |       |         |
|    | A    | Bany Almestar         |                             |       |         |
|    | A    | Arantza Colmenares    |                             |       |         |
|    | A    | Mariana Herrera       |                             |       |         |
|    | A    | Miryam Tristán        | 19 aprile 1985 (25 anni)    |       |         |
|    |      | Becky Alfaro          |                             |       |         |
|    |      | Mirella Fabián        |                             |       |         |
|    |      | Carmen Moza           |                             |       |         |

## Gruppo B

### Brasile
Selezionatore: Kleiton Lima
| N. | Pos. | Giocatore      | Data nascita (età)          | Pres. | Squadra                              |
| -- | ---- | -------------- | --------------------------- | ----- | ------------------------------------ |
| 1  | P    | Andréia        | 14 settembre 1977 (33 anni) |       | Santos                               |
| 2  | D    | Marina         | 17 dicembre 1981 (28 anni)  |       | Novo Mundo                           |
| 3  | D    | Aline          | 7 giugno 1982 (28 anni)     |       | Santos                               |
| 4  | D    | Renata Costa   | 8 luglio 1986 (24 anni)     |       | Santos                               |
| 5  | C    | Ester          | 9 dicembre 1982 (27 anni)   |       | Santos                               |
| 6  | D    | Rosana         | 7 luglio 1982 (28 anni)     |       | Sky Blue                             |
| 7  | C    | Maurine        | 9 giugno 1985 (25 anni)     |       | Santos                               |
| 8  | C    | Formiga        | 3 marzo 1978 (32 anni)      |       | Chicago Stars                        |
| 9  | A    | Grazielle      | 28 aprile 1981 (29 anni)    |       | Santos                               |
| 10 | A    | Marta          | 19 febbraio 1986 (24 anni)  |       | Santos                               |
| 11 | A    | Cristiane      | 15 maggio 1985 (25 anni)    |       | Santos                               |
| 12 | P    | Thaís Picarte  | 22 luglio 1982 (28 anni)    |       |                                      |
| 13 | D    | Andréia Rosa   | 8 luglio 1984 (26 anni)     |       | Ferroviária                          |
| 14 | D    | Leah           | 13 dicembre 1990 (19 anni)  |       | Texas Longhorns                      |
| 15 | A    | Stephane       | 4 aprile 1988 (22 anni)     |       |                                      |
| 16 | C    | Gabi Zanotti   | 28 febbraio 1985 (25 anni)  |       | Hudson Valley Quickstrike Lady Blues |
| 17 | D    | Fabiana        | 4 agosto 1989 (21 anni)     |       | Boston Breakers                      |
| 18 | A    | Daiane Moretti | 13 marzo 1988 (22 anni)     |       | Foz do Iguaçu                        |
| 19 | A    | Daniele        | 2 aprile 1983 (27 anni)     |       | Volta Redonda                        |
| 20 | D    | Érika          | 4 febbraio 1988 (22 anni)   |       | Foz do Iguaçu                        |

### Colombia
Selezionatore: Ricardo Rozo
| N. | Pos. | Giocatore          | Data nascita (età)         | Pres. | Squadra                 |
| -- | ---- | ------------------ | -------------------------- | ----- | ----------------------- |
|    | P    | Paula Forero       | 25 gennaio 1992 (18 anni)  |       | Liga de Bogotá          |
|    | P    | Sandra Sepúlveda   | 3 marzo 1988 (22 anni)     |       | Liga Antioqueña         |
|    | D    | Carolina Arias     | 2 settembre 1990 (20 anni) |       | Liga Vallecaucana       |
|    | D    | Nataly Arias       | 2 aprile 1986 (24 anni)    |       |                         |
|    | D    | Melissa Cepeda     | 4 gennaio 1993 (17 anni)   |       | Liga Vallecaucana       |
|    | D    | Yulieth Domínguez  | 6 settembre 1993 (17 anni) |       | Liga del Tolima         |
|    | D    | Fátima Montaño     | 2 ottobre 1984 (26 anni)   |       | Liga Vallecaucana       |
|    | D    | Yuli Muñoz         | 18 marzo 1989 (22 anni)    |       | Liga del Tolima         |
|    | D    | Kelis Peduzine     | 21 aprile 1983 (28 anni)   |       | Liga del Atlántico      |
|    | D    | Carmen Rodallega   | 15 luglio 1983 (27 anni)   |       | Liga Vallecaucana       |
|    | D    | Oriánica Velásquez | 1º agosto 1989 (21 anni)   |       | Indiana Hoosiers        |
|    | C    | Daniela Montoya    | 22 agosto 1990 (20 anni)   |       | Liga Antioqueña         |
|    | C    | Andrea Peralta     | 9 maggio 1988 (23 anni)    |       | Liga del Tolima         |
|    | C    | Mildrey Pineda     | 1º ottobre 1989 (21 anni)  |       | Liga Vallecaucana       |
|    | C    | Darnelly Quintero  | 28 aprile 1987 (23 anni)   |       | Liga Vallecaucana       |
|    | C    | Yoreli Rincón      | 27 luglio 1993 (17 anni)   |       | Liga de Bogotá          |
|    | A    | Gisela Arrieta     | 16 aprile 1987 (23 anni)   |       | Graceland Yellowjackets |
|    | A    | Katerin Castro     | 21 novembre 1991 (19 anni) |       | Liga del Tolima         |
|    | A    | Catalina Usme      | 25 dicembre 1989 (20 anni) |       | Liga Antioqueña         |
|    | A    | Ingrid Vidal       | 27 marzo 1986 (24 anni)    |       | Liga Vallecaucana       |

### Paraguay
Selezionatore: Nelson Basualdo
| N. | Pos. | Giocatore         | Data nascita (età)          | Pres. | Squadra       |
| -- | ---- | ----------------- | --------------------------- | ----- | ------------- |
|    | P    | Gloria Rodríguez  | 21 novembre 2010            |       |               |
|    | P    | Gloria Saleb      | 12 giugno 1991 (19 anni)    |       |               |
|    | D    | Carmen Benítez    | 5 aprile 1986 (24 anni)     |       |               |
|    | D    | Mabel Flores      | 21 novembre 2010            |       |               |
|    | D    | Paola Genes       | 14 giugno 1991 (19 anni)    |       |               |
|    | D    | Edith González    | 4 gennaio 1988 (22 anni)    |       |               |
|    | D    | Jessica Santacruz | 22 gennaio 1990 (20 anni)   |       |               |
|    | D    | Angélica Vázquez  | 14 dicembre 1990 (19 anni)  |       |               |
|    | C    | Marta Agüero      | 9 novembre 1991 (19 anni)   |       |               |
|    | C    | Rosa Aquino       | 15 settembre 1990 (20 anni) |       |               |
|    | C    | Ana Fleitas       | 8 agosto 1992 (18 anni)     |       |               |
|    | C    | Johana Galeano    | 9 agosto 1988 (22 anni)     |       |               |
|    | C    | Lourdes Ortiz     | 1º luglio 1987 (23 anni)    |       |               |
|    | C    | Verónica Riveros  | 23 aprile 1987 (23 anni)    |       |               |
|    | C    | Rebeca Romero     | 11 maggio 1989 (21 anni)    |       |               |
|    | C    | Mara Talavera     | 21 novembre 2010            |       |               |
|    | C    | Lucero Viveros    | 21 novembre 2010            |       |               |
|    | A    | Rebeca Fernández  | 1º dicembre 1991 (18 anni)  |       | Cerro Porteño |
|    | A    | Dulce Quintana    | 6 febbraio 1989 (21 anni)   |       | Everton       |
|    | A    | Gloria Villamayor | 10 aprile 1992 (18 anni)    |       | Everton       |

### Uruguay
Selezionatore: Jorge Burgell
| N. | Pos. | Giocatore             | Data nascita (età)          | Pres. | Squadra                 |
| -- | ---- | --------------------- | --------------------------- | ----- | ----------------------- |
| 1  | P    | Lorena López          | 16 settembre 1987 (23 anni) |       | Bella Vista             |
| 2  | D    | Yenny Martirena       | 8 giugno 1988 (22 anni)     |       | River Plate             |
| 3  | D    | Paula Viera           | 25 marzo 1990 (20 anni)     |       | River Plate             |
| 4  | C    | Valeria Chury         | 19 novembre 1990 (20 anni)  |       | River Plate             |
| 5  | C    | Cindy Gares           | 23 giugno 1988 (22 anni)    |       | River Plate             |
| 6  | D    | María Noel Lima       | 25 maggio 1985 (25 anni)    |       | River Plate             |
| 7  | A    | Lourdes Fleitas       | 28 gennaio 1990 (20 anni)   |       | Montevideo Wanderers    |
| 8  | C    | Stefanía Maggiolini   | 15 ottobre 1986 (24 anni)   |       | L'Estartit              |
| 9  | A    | Giovanna Turturiello  | 7 marzo 1986 (24 anni)      |       | Juventud                |
| 10 | C    | Mariana González      | 13 maggio 1987 (23 anni)    |       | Colón                   |
| 11 | C    | Mariana Pion          | 19 dicembre 1992 (17 anni)  |       | Nacional                |
| 12 | P    | Lorena Acevedo        | 30 novembre 1981 (28 anni)  |       | Montevideo Wanderers    |
| 13 | A    | Adriana Castillo      | 5 maggio 1990 (20 anni)     |       | Colo-Colo               |
| 14 | D    | Fernanda Grazioli     | 17 febbraio 1986 (24 anni)  |       | Juventud                |
| 15 | D    | Yessica Moreno        | 8 settembre 1981 (29 anni)  |       | Nacional                |
| 16 | C    | Claudia Pintos        | 1º luglio 1981 (29 anni)    |       | River Plate             |
| 17 | D    | Virginia Camaño       | 21 ottobre 1983 (27 anni)   |       | Juventud                |
| 18 | A    | Juliana Castro        | 28 giugno 1991 (19 anni)    |       | Missouri Valley Vikings |
| 19 | C    | Eliana Arechichu      | 27 gennaio 1994 (16 anni)   |       | Huracán FC              |
| 20 | A    | Carolina Birizamberri | 9 luglio 1995 (15 anni)     |       | Bella Vista             |

### Venezuela
Selezionatore: 
| N. | Pos. | Giocatore               | Data nascita (età)         | Pres. | Squadra                         |
| -- | ---- | ----------------------- | -------------------------- | ----- | ------------------------------- |
|    | P    | Lisbeth Castro          | 28 aprile 1988 (22 anni)   |       | Caracas                         |
|    | P    | Andrea Fernanda Tovar   | 22 agosto 1990 (20 anni)   |       | Caracas                         |
|    | D    | Anabel Guzmán           | 8 settembre 1991 (19 anni) |       | Caracas                         |
|    | D    | Oriana Martínez         | 2 dicembre 1989 (20 anni)  |       | Universidad Bello               |
|    | D    | Idanis Mendoza          | 17 agosto 1988 (22 anni)   |       | Danz                            |
|    | D    | Andrea Pérez            |                            |       |                                 |
|    | D    | Naylé Quintero          |                            |       |                                 |
|    | D    | Soleidys Rengel         | 3 dicembre 1993 (16 anni)  |       | Deportivo Anzoátegui            |
|    | D    | María Eugenia Rodríguez | 26 novembre 1994 (15 anni) |       |                                 |
|    | C    | Yusmery Ascanio         | 20 dicembre 1990 (19 anni) |       | Caracas                         |
|    | C    | Lisbeth Bandrés         | 24 marzo 1988 (22 anni)    |       | Caracas                         |
|    | C    | Karla Torres            | 4 giugno 1992 (18 anni)    |       | Central University of Venezuela |
|    | A    | Oriana Altuve           | 3 ottobre 1992 (18 anni)   |       | Caracas                         |
|    | A    | Andreína Bastidas       |                            |       |                                 |
|    | A    | Ysaura Viso             | 17 giugno 1993 (17 anni)   |       | Estudiantes de Guárico          |